# Soins ambulatoires

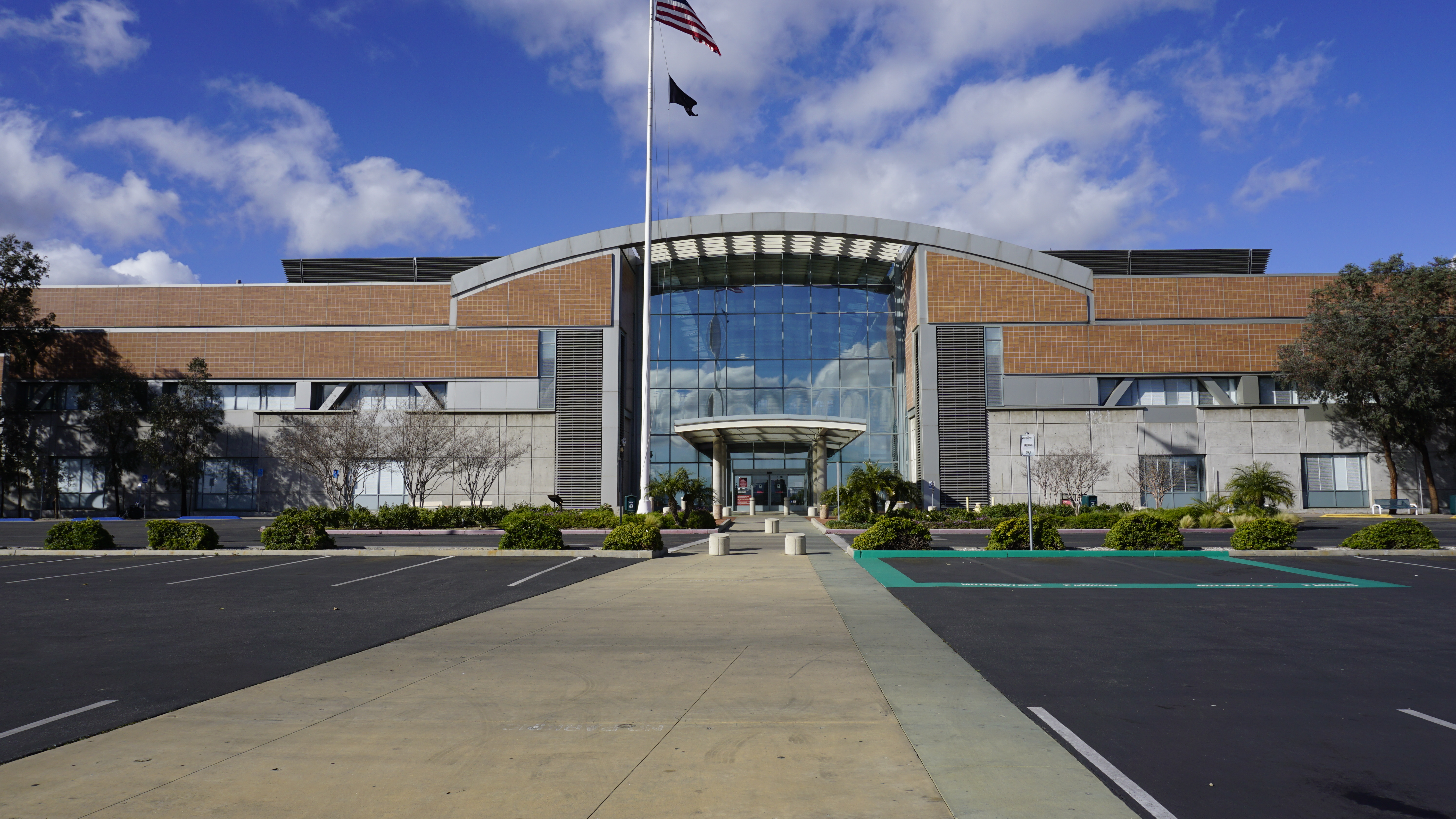
Centre de Soins Ambulatoires VA Sepulveda.

Des soins ambulatoires sont des soins donnant lieu à une prise en charge médicale ou dans un service de santé d'un patient sans hospitalisation ou pour une durée de quelques heures.
Par exemple, une prise en charge ambulatoire, à l'opposé d'une hospitalisation traditionnelle, permet de diagnostiquer, de traiter, de suivre un patient sans que celui-ci soit hospitalisé. Il peut ainsi dormir chez lui, garder ses habitudes et éventuellement continuer son travail.

## Médecine ambulatoire
La médecine ambulatoire hospitalière désigne toutes les prises en charge réalisées sans que le malade ne passe une seule nuit à l’hôpital. Ces différents types de soins vont de la consultation à l’hospitalisation de jour. Ces activités sont multiples et bénéficient de modes de tarification différents.

## Chirurgie ambulatoire
Une chirurgie ambulatoire est un geste chirurgical qui se fait dans la journée, et qui ne nécessite pas que le patient passe la nuit à l'hôpital. Cela comprend les actes chirurgicaux programmés et réalisés dans les conditions techniques nécessitant impérativement la sécurité d’un bloc opératoire, sous une anesthésie adaptée et suivie d’une surveillance postopératoire en salle de réveil permettant, sans risque avéré, la sortie du patient le jour même de son admission.

## Psychiatrie ambulatoire
En psychiatrie, un suivi en ambulatoire signifie que le patient consulte le psychiatre à son cabinet en ville ou à l'hôpital, en dehors de tout cadre d'hospitalisation sous contrainte.